# Мучное
Мучно́е (до 1948 года Унгу́т; укр. Мучне, крымскотат. Unğut, Унгъут) — исчезнувшее село в Кировском районе Республики Крым, располагавшееся на севере района в степном Крыму, в верховье впадающей в Сиваш безымянной балки, примерно в 3 км к юго-западу от современного села Шубино. На момент упразднения входило в состав Токаревского сельсовета Кировского района. Исключено из учётных данных в 1972 году.

## История
Первое документальное упоминание села встречается в Камеральном Описании Крыма... 1784 года, судя по которому, в последний период Крымского ханства Ункют входил в Старо-Крымский кадылык Кефинского каймаканства. После присоединения Крыма к России (8) 19 апреля 1783 года, (8) 19 февраля 1784 года, именным указом Екатерины II сенату, на территории бывшего Крымского Ханства была образована Таврическая область и деревня была приписана к Левкопольскому, а после ликвидации в 1787 году Левкопольского — к Феодосийскому уезду Таврической области. После Павловских реформ, с 1796 по 1802 год, входила в Акмечетский уезд Новороссийской губернии. По новому административному делению, после создания 8 (20) октября 1802 года Таврической губернии, Унгут был включён в состав Парпачской волости Феодосийского уезда.
По Ведомости о числе селений, названиях оных, в них дворов… состоящих в Феодосийском уезде от 14 октября 1805 года, в деревне Унгут числилось 20 дворов и 49 жителей. На военно-топографической карте генерал-майора Мухина 1817 года деревня Ункут обозначена с 12 дворами. После реформы волостного деления 1829 года Унгут, согласно «Ведомости о казённых волостях Таврической губернии 1829 года», отнесли к Агерманской волости (переименованной из Парпачской). На карте 1836 года в деревне 15 дворов. Затем, видимо, в результате эмиграции крымских татар, деревня заметно опустела и на карте 1842 года Унгут обозначен условным знаком «малая деревня», то есть, менее 5 дворов.
В 1860-х годах, после земской реформы Александра II, деревню приписали к Арма-Элинской волости. Согласно «Списку населённых мест Таврической губернии по сведениям 1864 года», составленному по результатам VIII ревизии 1864 года, Унгут — владельческая и общинная татарская деревня с 4 дворами и 48 жителям при колодцах. По обследованиям профессора А. Н. Козловского начала 1860-х годов, в селении «имелось достаточное количество пресной воды» из колодцев глубиною не более 1,5 сажени (менее 3 м). На трёхверстовой карте Шуберта 1865—1876 года в деревне Унгут обозначено 9 дворов.
По «Памятной книге Таврической губернии 1889 года», по результатам Х ревизии 1887 года, в деревне Унгут уже Владиславской волости числилось 19 дворов и 108 жителей. По «…Памятной книжке Таврической губернии на 1892 год» в деревне Унгут, входившей в Унгутское сельское общество, числилось 90 жителей в 16 домохозяйствах, а в не входившем в сельское общество — 2 безземельных жителя, домохозяйств не имеющих. На верстовой карте Крыма 1896 года в селении обозначен 21 двор с татарским населением. По «…Памятной книжке Таврической губернии на 1902 год» в деревне Унгут числилось 120 жителей в 17 домохозяйствах. По Статистическому справочнику Таврической губернии. Ч.II-я. Статистический очерк, выпуск пятый Феодосийский уезд, 1915 год, в деревне Унгут Владиславской волости Феодосийского уезда числилось 25 дворов (21 двор с землёй, 4 — безземельные) с татарским населением в количестве 93 человек приписных жителей и 14 — «посторонних», из которых 50 мужчин и 57 женщин. Жители владели 362 десятинами удобной земли. В хозяйствах имелось 91 лошадь, 61 вол, 36 коров и 345 голов овец, свиней, или коз. Согласно энциклопедическому словарю «Немцы России», в Унгуте проживало 107 жителей, татар и немцев.
После установления в Крыму Советской власти, по постановлению Крымревкома от 8 января 1921 года была упразднена волостная система и село вошло в состав вновь созданного Владиславовского района Феодосийского уезда, а в 1922 году уезды получили название округов. 11 октября 1923 года, согласно постановлению ВЦИК, в административное деление Крымской АССР были внесены изменения, в результате которых округа ликвидировались и Владиславовский район стал самостоятельной административной единицей. Декретом ВЦИК от 4 сентября 1924 года «Об упразднении некоторых районов Автономной Крымской С. С. Р.» в октябре 1924 года район был преобразован в Феодосийский и село включили в его состав. Согласно Списку населённых пунктов Крымской АССР по Всесоюзной переписи 17 декабря 1926 года, в селе Унгут, Шубино-Байгоджинского сельсовета Феодосийского района, числилось 52 двора, из них 50 крестьянских, население составляло 263 человека, из них 248 татар и 15 русских, действовала татарская школа I ступени (пятилетка). Постановлением ВЦИК «О реорганизации сети районов Крымской АССР» от 30 октября 1930 года из Феодосийского района был выделен (воссоздан) Старо-Крымский район (по другим сведениям 15 сентября 1931 года) и село включили в его состав, а, с образованием в 1935 году Кировского — в состав нового района. По данным всесоюзной переписи населения 1939 года в селе проживало 278 человек.
В 1944 году, после освобождения Крыма от фашистов, согласно постановлению ГКО № 5859 от 11 мая 1944 года, 18 мая крымские татары были депортированы в Среднюю Азию. 12 августа того же года было принято постановление № ГОКО-6372с «О переселении колхозников в районы Крыма» и в сентябре того же года в район приехали первые переселенцы, 428 семей, из Тамбовской области, а в начале 1950-х годов последовала вторая волна переселенцев. С 1954 года местами наиболее массового набора населения стали различные области Украины. С 25 июня 1946 года Унгут в составе Крымской области РСФСР. Указом Президиума Верховного Совета РСФСР от 18 мая 1948 года, Унгут переименовали в Мучное. 26 апреля 1954 года Крымская область была передана из состава РСФСР в состав УССР. Время включения в Токаревский сельсовет пока не установлено: на 15 июня 1960 года село уже числилось в его составе. Указом Президиума Верховного Совета УССР «Об укрупнении сельских районов Крымской области», от 30 декабря 1962 года Кировский район был упразднён и село присоединили к Нижнегорскому. 1 января 1965 года, указом Президиума ВС УССР «О внесении изменений в административное районирование УССР — по Крымской области», вновь включили в состав Кировского.
Ликвидировано в период с 1968 года, когда Мучное ещё записано в составе Токаревского сельсовета и 1974-м, когда уже не значилось в списке.

### Динамика численности населения
| - 1805 год — 49 чел. - 1864 год — 48 чел. - 1889 год — 108 чел. - 1892 год — 92 чел. | - 1902 год — 120 чел. - 1915 год — 93/14 чел. - 1926 год — 263 чел. - 1939 год — 278 чел. |